# Roa (película)
Roa es una película dramática y biográfica colombiana de 2013 dirigida y escrita por Andrés Baiz y protagonizada por Mauricio Puentes, Catalina Sandino Moreno, Santiago Rodríguez, Rebeca López, John Alex Toro, Carlos Manuel Vesga, Arturo Goetz y César Bordón. La película está basada en la vida de Juan Roa Sierra, el presunto asesino del político Jorge Eliécer Gaitán. Fue presentada como cinta inaugural en la edición n.º 53 del Festival Internacional de cine de Cartagena en 2013.
La película ha recibido reseñas mixtas por parte de la crítica. Mauricio Laurens del diario El Tiempo le dio una reseña favorable refiriéndose a su director como "un virtuoso director con pretensiones de autor, que dirige con matices temperamentales a sus actores y sorprende al espectador con giros dramáticos".
En 2013, la película ganó seis Premios Macondo, entregados por la Academia Colombiana de Artes y Ciencias Cinematográficas, incluyendo el de Mejor Actor Principal. 

## Reparto
- Mauricio Puentes - Juan Roa Sierra
- Santiago Rodríguez - Jorge Eliécer Gaitán
- Catalina Sandino Moreno - María de Roa
- José Luis García Campos - Cabo
- Nicolás Cancino - El flaco
- Manuel Antonio Gómez - Plinio Mendoza Neira
- Rebeca López - Encarnación
- Julio Pachón - Andrade